# (8820) Anjandersen
(8820) Anjandersen est un astéroïde de la ceinture principale.

## Description
(8820) Anjandersen est un astéroïde de la ceinture principale. Il fut découvert le 14 novembre 1985 à Brorfelde par Poul Jensen. Il présente une orbite caractérisée par un demi-grand axe de 2,35 UA, une excentricité de 0,06 et une inclinaison de 4,0° par rapport à l'écliptique.

## Compléments